# Verrucaria paulula
Verrucaria paulula är en lavart som beskrevs av Zschacke. Verrucaria paulula ingår i släktet Verrucaria och familjen Verrucariaceae.   Inga underarter finns listade i Catalogue of Life.